# Johann Theodor Roemhildt
Johann Theodor Roemhildt, też Römhildt, „Mielorth” (ur. 23 września 1684 w Salzungen k. Eisenach, zm. 26 października 1756 w Merseburgu)  – niemiecki kompozytor i kapelmistrz okresu baroku.
Wykształcenie muzyczne zdobył w Szkole św. Tomasza w Lipsku. Jego nauczycielami byli m.in. Johann Schelle i Johann Kuhnau. Po zakończeniu edukacji został nauczycielem muzyki kantorem chóru w Sprembergu (łuż. Gródk) na Łużycach.
W 1715 przeprowadził się do miasta Freystadt (dziś pol. Kożuchów), gdzie był kantorem w miejscowym kościele i nauczał w liceum. Po 1731 został kapelmistrzem książęcym w Merseburgu; w 1735 po śmierci organisty katedralnego w Merseburgu, Georga Friedricha Kauffmanna, objął również jego posadę.

## Twórczość
Kompozycje Roemhildta są napisane w typowym stylu baroku niemieckiego czasów Johanna Sebastiana Bacha. W swoim czasie był kompozytorem popularnym i cenionym, kopie jego rękopisów znajdowano w różnych miastach, m.in. w bibliotekach Gdańska. Zachowało się ponad 200 kantat, które były przeznaczone na odpowiednie dni w kalendarzu liturgicznym. Oprócz tego tworzył inne utwory (msze, motety, utwory instrumentalne).